# Gare de Bretteville-en-Saire
La gare de Bretteville-en-Saire est une ancienne gare ferroviaire française située sur la commune de Bretteville-en-Saire (département de la Manche). Elle se trouvait sur la ligne du chemin de fer de Cherbourg à Barfleur.